# 海人部
 海人部または 海部（あまべ） とは、大化の改新以前に、海辺に住み、産物を中央に貢納した職業部（品部）。

## 概要
「海人」（あま）は「海」・「海士」・「白水郎」とも記され、漁業と航海に習熟した海辺の漁民を指す。海産物の貢納と、優れた航海技術で朝廷に奉仕したと思われる。大陸・朝鮮半島との通交でも活躍し、民俗学的には芸能に関係のある氏族であろうとも言われている。
遠江国・信濃国・越前国より西に分布し、とりわけ代表的なものが紀伊国・淡路国・阿波国・吉備国の海部である。地方では海部直（あまのあたい）・海部首（あまのおびと）・海部公（あまのきみ）などに率いられ、さらに海部直などは伴造（とものみやつこ）の尾張氏や吉備氏などに従属した。なお、直、首、公などの姓は伴造の姓に由来すると考えられている。

## 安曇氏と海部
安曇氏は、『日本書紀』応神天皇3年11月条に「處々海人、訕哤之不從命。則遣阿曇連祖大濱宿禰、平其訕哤、因爲海人之宰。」とあるように、海人の暴動を抑えた功績によって「海人の宰」となったとされる。また、同天皇5年8月条には、「令諸国定海部及山守部」とあり、海部の起源であるとされ、同時期に海人の宰としての安曇氏と海部が成立したことから、安曇氏は海部の伴造であるとされてきた。しかし、実際に安曇氏が海人の宰領としての役割を史料上で果たすのは、推古天皇の時代である。履中天皇即位前紀には阿曇浜子が淡路島の海人を率いているものの、これは海部ではない。
史料に見える海部は地域によって姓が直や連、臣など、異なる姓を有しているが、これは海部の伴造となった氏族（尾張氏や吉備氏など）に由来していると考えられる。そのため、安曇氏と同族関係を結んだものもあれば、他氏族と結んだものもあると思われ、安曇氏は一部地域の海民を統括し、ヤマト政権の一環に組み入れられたことは考えられるが、全国全ての海人を管掌したわけではなく、各地の海部は安曇氏と同程度あるいはそれ以上に古くに日本各地に設定されて、設置当初から安曇氏とは関係なくヤマト王権に組み入れられていたと考えられる。

## 考証
『古事記』によると、応神天皇の時代に、
とある。同じことが『日本書紀』巻第十には詳述されており、
さらに、
となっている。この時代は、4世紀後半からの大和政権の半島への進出の時代と推定され、水軍兵としての海人を組織化する緊急性があったものと想定される。
史料文の「訕哤」であるが、海人が支配者層と異なる言語を使用していた異民族であることを暗示しており、『肥前国風土記』松浦郡値嘉（ちか）の嶋の条には、
とある。
また、『書紀』巻第十二によると、阿曇連浜子（あずみ の むらじ はまこ）は住吉仲皇子（すみのえのなかつみこ）に味方して、履中天皇に刃を向けた。乱後、天皇は浜子を捕らえ、以下のように詔した。
そう言って、「即日に黥（目先きざ）む」、とある。時の人はこれを阿曇目と呼んだ、という。
これは大陸の刑罰である黥（額に入れ墨をする刑罰）と、海人の阿曇部が行っていた入墨の慣習とを結びつけた説話だと言われている。これに類する物語が、『書紀』巻十四にあり、それは、鳥官が管理していた禽が飼犬によってかみ殺されたため、雄略天皇の命で、菟田の人の顔を黥（きざ）んで、鳥養部にしたというものである。
また、同じ履中天皇の時代に、天皇が淡路島で狩猟をした際に、河内飼部（こうち のうまかいべ）らが饗応したが、飼部の黥（目先の傷）が癒えていない状態だったので、血の臭いに堪えられなかった伊弉諾尊の神託により、以後は馬飼部に対して黥面をさせるのをやめた、と記されている。
『古事記』の神武天皇条には、皇后候補の伊須気余理比売が天皇の使者である大久米命の入れ墨をした鋭い目を見て、
と歌を詠み、大久米命が
と返歌したことが載せられている。
同じ『古事記』の安康天皇の条には、意祁王（おけのおおきみ）・袁祁王（をけのおおきみ）が大長谷王子（おおはつせのみこ、のちの雄略天皇）に父親の市辺之忍歯王が殺されたことを聞いて逃亡する際に、山背国の猪飼部の「面黥ける老人（おきな）」に御粮（みかれいひ＝乾飯）を奪われた、という記述もある。
これらのことから、動物の飼育に従事する職務集団は、目の縁に入れ墨をした、ということが分かる。
『魏志倭人伝』には、
と「文身」の習慣のことが記述されている。海人部の風習も、これらと同じものであったことが推測される。
海人部を管掌していた阿曇連氏は、天武天皇13年（684年）に八色の姓が制定されたことにより、宿禰の姓を得ている。